# 벨라이네 덴사모
벨라이네 덴사모(암하라어: በላይነህ ዴንሳሞ, 1965년 6월 28일 ~ )는 에티오피아의 장거리달리기 선수이자, 마라톤 전문가이다. 그는 1996년 애틀랜타 올림픽에 모국을 대표하여 세계 기록 보유자로서 들어갔으나 경주를 완료하는 데 실패하였다.
시다모 주의 다라모아파라라에서 태어난 그는 10년 동안 마라톤에서 세계 기록을 보유(1988~98)하였다. 이 기록은 1896년 아테네 올림픽에서 처음으로 결성된 이래 기록이 깨짐 없이 세번째로 가장 긴 수명이었다. 그 기록은 1988년 로테르담 마라톤에서 자신이 2시간 06분 50초를 달릴 때 세워졌다. 기록은 결국 1998년 베를린 마라톤에서 호나우두 다 코스타에 의하여 깨졌다.
2009년으로 봐서 덴사모는 매사추세츠주 케임브리지 지역에 살고 있다. 그는 더 이상 국제 대회에서 활동하지 않고 있다.